# 中国地质大学逸夫博物馆
中国地质大学逸夫博物馆是位于中国地质大学（武汉）的自然科学类博物馆，也是中南五省最大的自然类博物馆。

## 历史
1982年武汉地质学院博物馆正式对外开放，1987年更名为中国地质大学（武汉）博物馆。2001年由邵逸夫基金资助扩建新馆，於2003年完工，并更名为中国地质大学逸夫博物馆。2006年11月，被国家旅游局批准为4A级风景旅游区，使中国地质大学（武汉）成为全国首家拥有4A级旅游景区的高校。该馆收藏有标本5万余件，重要藏品近3千件。展示了地球46亿年的历史、地球生命38亿年进化史，展出大量珠宝玉石、矿物岩石、地下宝藏，并且也突出了环境保护的重要性。博物馆周边还有宝玉石一条街、迁地保护木化石林、室内攀岩壁、校园隧道、户外拓展中心等设施。

## 建筑
逸夫博物馆总体上采用交错网格布局方式：门厅及研究管理部分与陈列厅部分斜交，平行于鲁磨路，陈列厅部分与西校区中心广场及其周边建筑垂直。五层方块体的博物陈列区位于建筑北面，而三层高条形的学术研究及内部办公区与鲁磨路平行。南面有两层高卵形学术报告厅。三个部分由两层的中央大厅相连。藏品库区及设备用房位于博物陈列区下层。东面设有主入口广场，面积4730m平方米，设计为两层台地，有植被及各类娱乐设施。
该馆陈列区面积有5000余平方米。从主入口进入中央大厅后，南面是卵形体，一层为多媒体学术报告厅，二层为地球科学展厅。北面藏品陈列区，一层为礼品部和机动展厅，二层为生命起源与进化展厅，中间是通高三层的恐龙展厅，恐龙知识厅和生命起源厅分列东西侧。三层环绕恐龙展厅上空，东西分别为校史厅和人文展厅。四层为教学展厅，五层为珠宝玉石展厅。主展厅被长廊穿越切割，模仿了地质“断层”和“岩层裂隙”的形态，管理办公及研究部分的功能空间斜插入展示区。多媒体学术报告厅设计成卵形空间，则是对仿生形式的运用。布展材质以仿石喷涂为主，另外还有花岗石火烧板和隔热玻璃，以烘托出地质主题氛围。厅内采用了计算机、多媒体、网络、影像技术来达成信息化展示；还设有一些互动类的项目。

## 重要藏品
1984年入藏的黑龙江满洲龙化石采自黑龙江省嘉荫县，距今约6500万年。化石长10.5米，高6.1米，包括68块骨骼，包括下颌骨、颈骨、背椎、尾椎、肋骨、肱骨、胫骨、指骨等。1995年入藏的胡氏贵州龙是一种海生爬行动物，采自贵州省兴义县，距今2.3亿年。2003年入藏的关岭创孔海百合为百合花状棘皮动物，来自贵州省关岭，距今2.3亿年。其根部20～30厘米、冠长13～30厘米、茎长25～100厘米、茎径最大有2.5厘米二冠大，面积有15平方米。2003年入藏的一组长形恐龙蛋化石包括23个恐龙蛋，距今有8000万年。蛋体灰黑色，长13～23厘米、宽3～5厘米，厚2～4厘米，放射状排列。1982年采集的菊石来自中生代时期，直径25厘米，是一种软体动物化石。另外，该馆还有许多产自广东阳春的孔雀石标本。